# بوريس باران
بوريس باران هو لاعب الجسر ‏ كندي، ولد في 26 أبريل 1945.